# Pfarrhaus (Deimhausen)
Das Pfarrhaus in Deimhausen, einem Gemeindeteil von Hohenwart im oberbayerischen Landkreis Pfaffenhofen an der Ilm, wurde 1791 errichtet. Das Pfarrhaus an der Talstraße 21, nahe der katholischen Pfarrkirche St. Pantaleon, gehört zu den geschützten Baudenkmälern in Bayern.
Der zweigeschossige, traufseitige Satteldachbau mit Putzdekor und südlichem Schweifgiebel besitzt fünf zu vier Fensterachsen.